# Parque nacional del Valle de la Muerte
El parque nacional del Valle de la Muerte (en inglés Death Valley National Park) es un parque nacional de los Estados Unidos localizado al este de Sierra Nevada, en el estado de California, aunque también se extiende en una pequeña parte en el estado de Nevada. Ocupa una superficie de 13 518 km² que incluyen el Valle Salino, casi la totalidad del Valle de la Muerte, una parte importante del valle Panamint, así como diversas cordilleras.
Se trata de un parque situado en una zona árida que contiene uno de los mayores relieves desérticos de la zona continental de los Estados Unidos. El punto más bajo del Valle de la Muerte, conocido como Badwater, está a 85,5 m por debajo del nivel del mar, mientras que el Monte Whitney, situado a unos 210 km por carretera y algo más de la mitad en línea recta, tiene una altura de más de 4400 m s. n. m.
El corazón del parque, llamado Death Valley National Monument, fue creado en 1933. Fue promovido a la categoría de parque nacional en 1994, fecha en la que se amplió de forma considerable. Además de la parte central del parque, una pequeña zona, conocida como el «Agujero del diablo» (Devil’s Hole), se halla en el este del estado de Nevada, cerca de la reserva natural de Ash Meadows.
El parque está conformado por dos valles principales: el Valle de la Muerte y el Panamint, ambos formados en el transcurso de los últimos millones de años. Está separado del océano Pacífico por cinco cadenas de montañas que secan por completo las entradas de aire oceánico portadoras de humedad. El Valle de la Muerte es uno de los lugares más calurosos de la Tierra. El 10 de julio de 1913 se alcanzó el récord de 56,7 °C en la zona de Badwater. Un supuesto récord de 58 grados datado en 2006 no está reconocido por la World Meteorological Organization (OMM en castellano).
El suelo del Valle de la Muerte es rico en minerales diversos, como el bórax, que fue explotado durante mucho tiempo por una sociedad minera que lo utilizaba en la fabricación de jabones. El producto final refinado se transportaba a través del valle mediante grandes carros tirados por grupos de 18 mulas y dos caballos, que dieron nombre a la marca de jabón Twenty Mule Team, de gran fama en los Estados Unidos.
En el parque y sus alrededores viven los borregos cimarrones de las Rocosas. Se trata de una especie rara que se encuentra en pequeñas manadas aisladas en la Sierra y en el Valle de la Muerte. Estos animales son muy adaptables y pueden comer casi cualquier planta; no tienen depredadores conocidos y su mayor peligro es el hombre, que modifica su hábitat natural.

## Historia

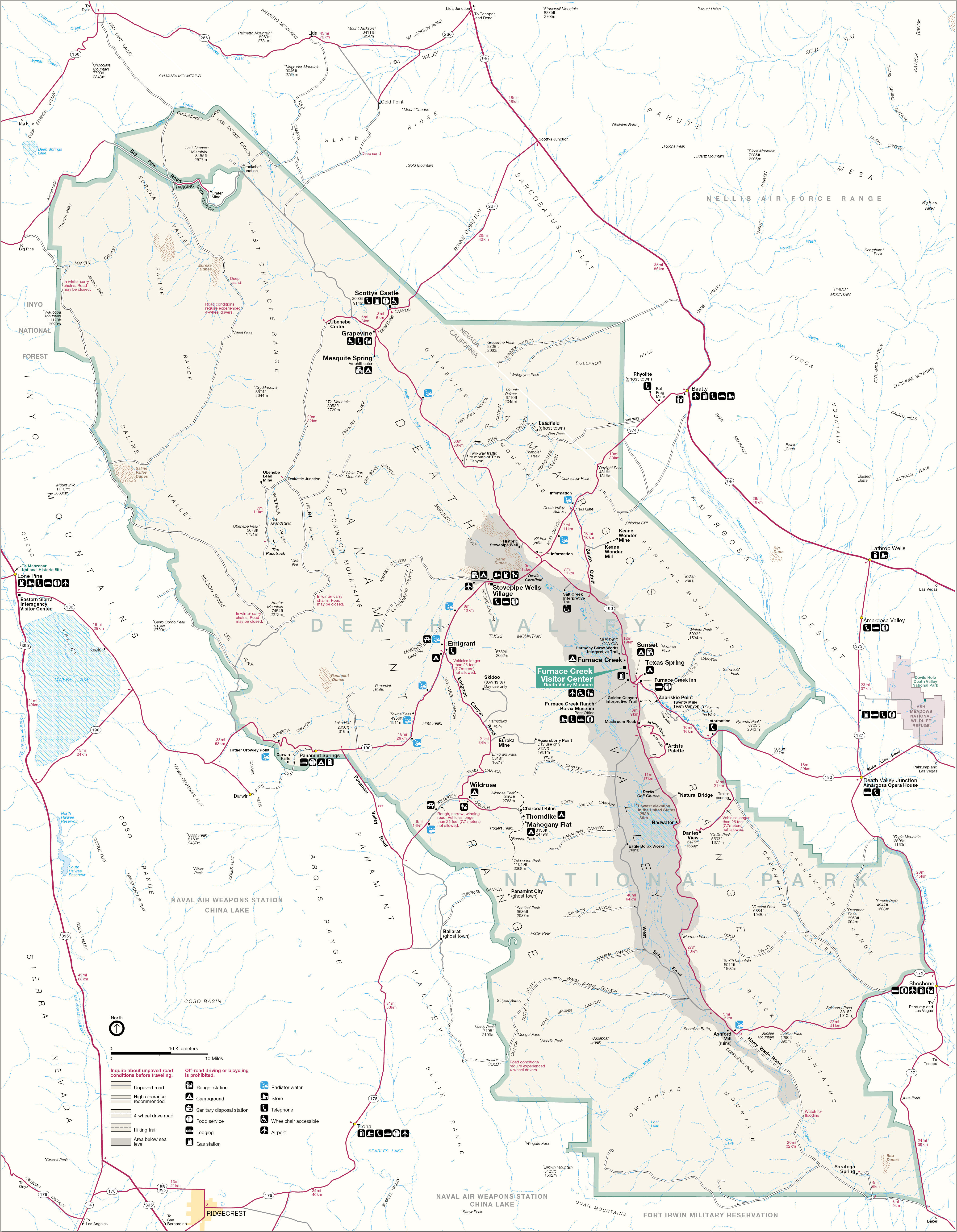
Mapa del parque.

### Primeros habitantes
Cuatro culturas amerindias distintas han vivido en la zona durante los últimos 10 000 años. El primer grupo, los Nevares Spring, fueron cazadores y recolectores que llegaron a la zona hace unos 9000 años aproximadamente cuando aún existían lagos en el Valle de la Muerte y en el vecino Valle de Panamint. En esa época, el clima era mucho más húmedo y una gran variedad de animales comestibles vivían en la zona. En el año 3000 a. C., la tribu de los Mesquite Flat desplazó a los Nevares. Hace unos 2000 años, los Saratoga Spring se trasladaron hasta esta área, que ya era probablemente un desierto cálido y seco. Esta cultura era mucho más adelantada en la caza y la recolección y era hábil en las artes manuales. Dejaron una serie de misteriosas marcas en las rocas del valle.
Unos miles de años después, los nómadas timbisha, conocidos antiguamente como los shoshone, se mudaron a la zona; se alimentaban gracias a la caza y a la recolección de frutas del bosque y piñones. Debido a la diferencia de altitud entre el valle y las cimas de las montañas, los timbisha siguieron un patrón migratorio vertical. Sus campos de invierno se encontraban cerca de las fuentes de agua en el valle. Cuando la primavera y el verano avanzaban, las plantas comestibles brotaban en zonas más elevadas al calentarse el ambiente. En noviembre se trasladaban a las cimas de las montañas, donde recolectaban piñones antes de desplazarse de nuevo hacia el valle para pasar el invierno. Algunas familias de timbishas viven aún en el parque, en Furnace Creek.

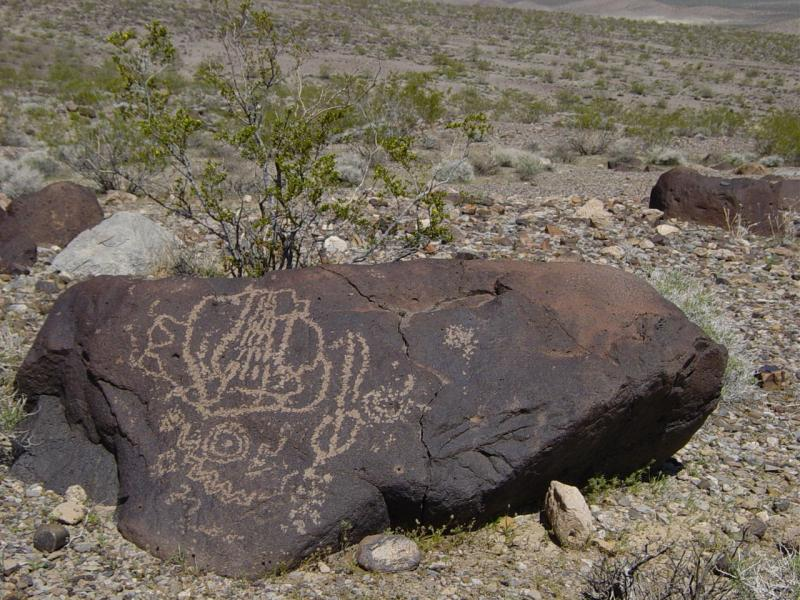
Petroglifos en Mesquite Springs.

La fiebre del oro californiana trajo a los primeros caucásicos hasta las zonas cercanas. En diciembre de 1849, dos grupos procedentes del condado de Gold con unos 100 carros en total se encontraron en el Valle de la Muerte tras perderse al buscar un atajo en el antiguo camino español. El grupo de pioneros fue incapaz de encontrar una salida del valle durante varias semanas y se vieron obligados a comer algunas de sus reses para sobrevivir. Encontraron agua fresca en algunas fuentes de la zona y utilizaron la madera de sus carros para cocinar. El lugar en el que acamparon es conocido hoy en día como "Burned Wagons Camp" y se halla cerca de las dunas de arena.
Tras abandonar sus carros, el grupo consiguió encontrar una salida del valle a través del Paso Wingate. Justo en el momento de abandonarlo, una de las mujeres del grupo se giró y dijo: “Adiós, valle de la muerte”, dando al valle el nombre que aún conserva. Curiosamente, solo uno de los miembros de la expedición falleció en el Valle de la Muerte; se trataba de un anciano de nombre Culverwell, que ya estaba moribundo cuando la caravana se perdió.

### Auge y declive

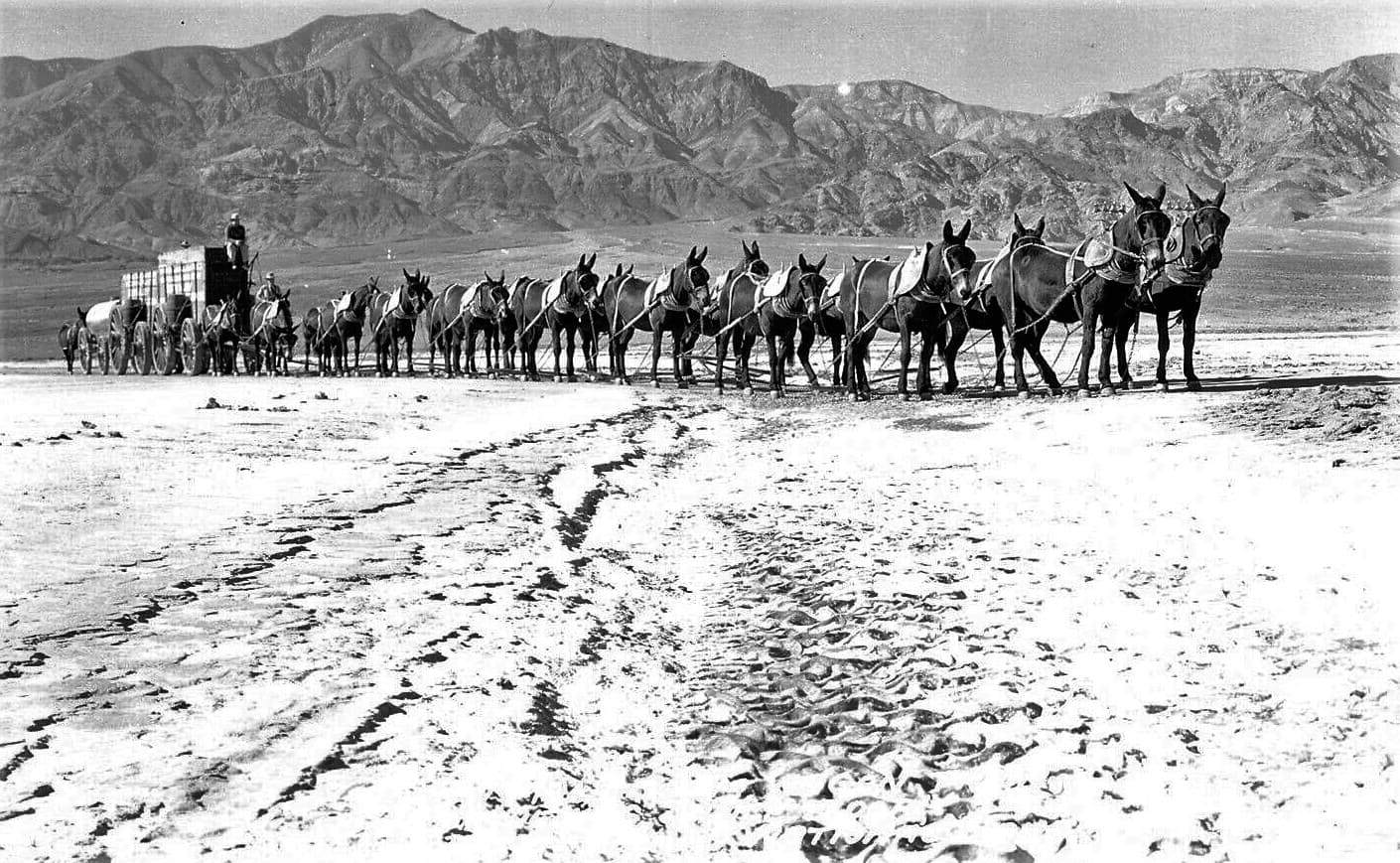
Un "equipo de veinte mulas" en el valle de la Muerte.

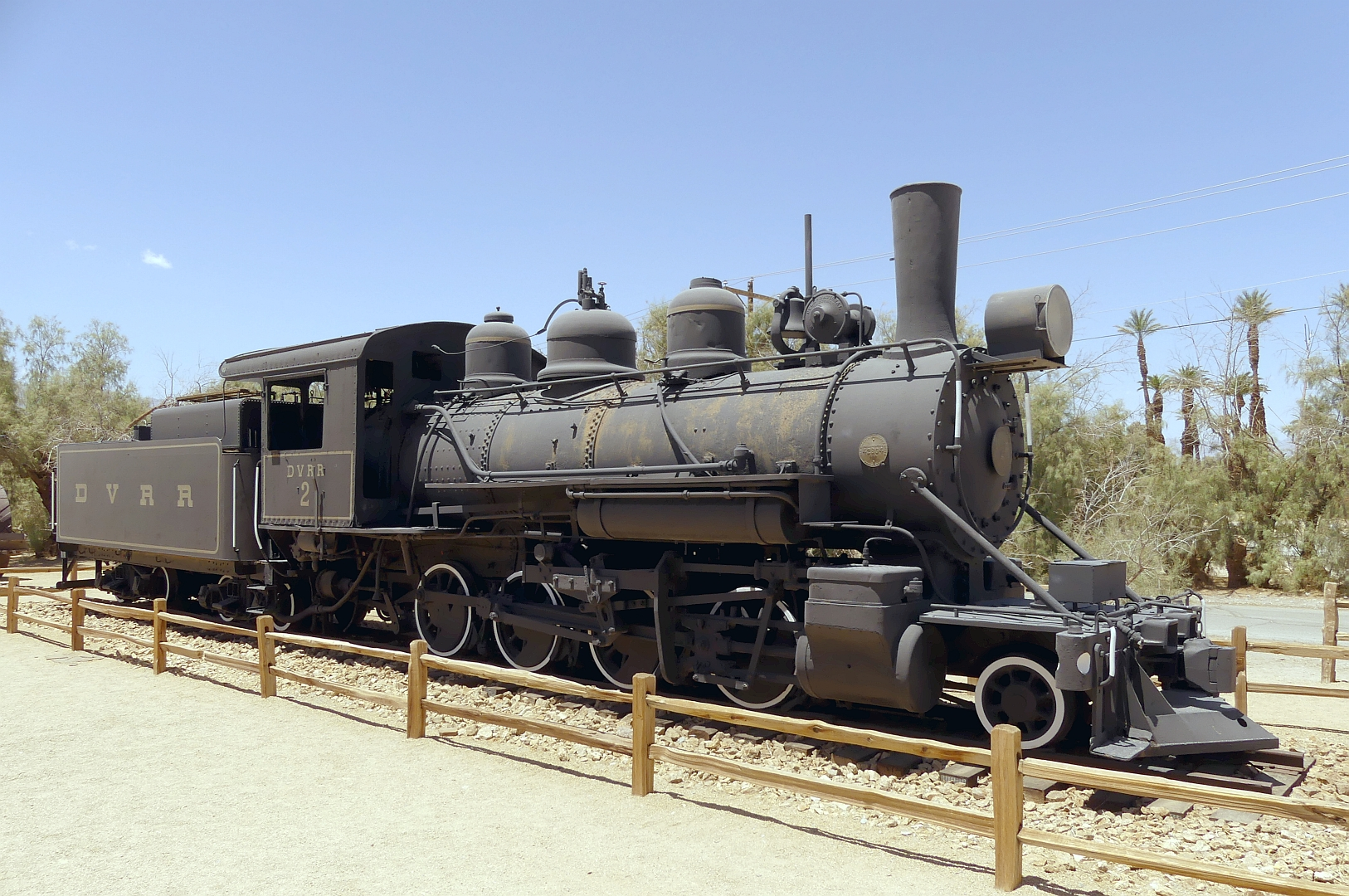
Locomotora histórica para el transporte de bórax en el Valle de la Muerte (Furnace Creek Museum).

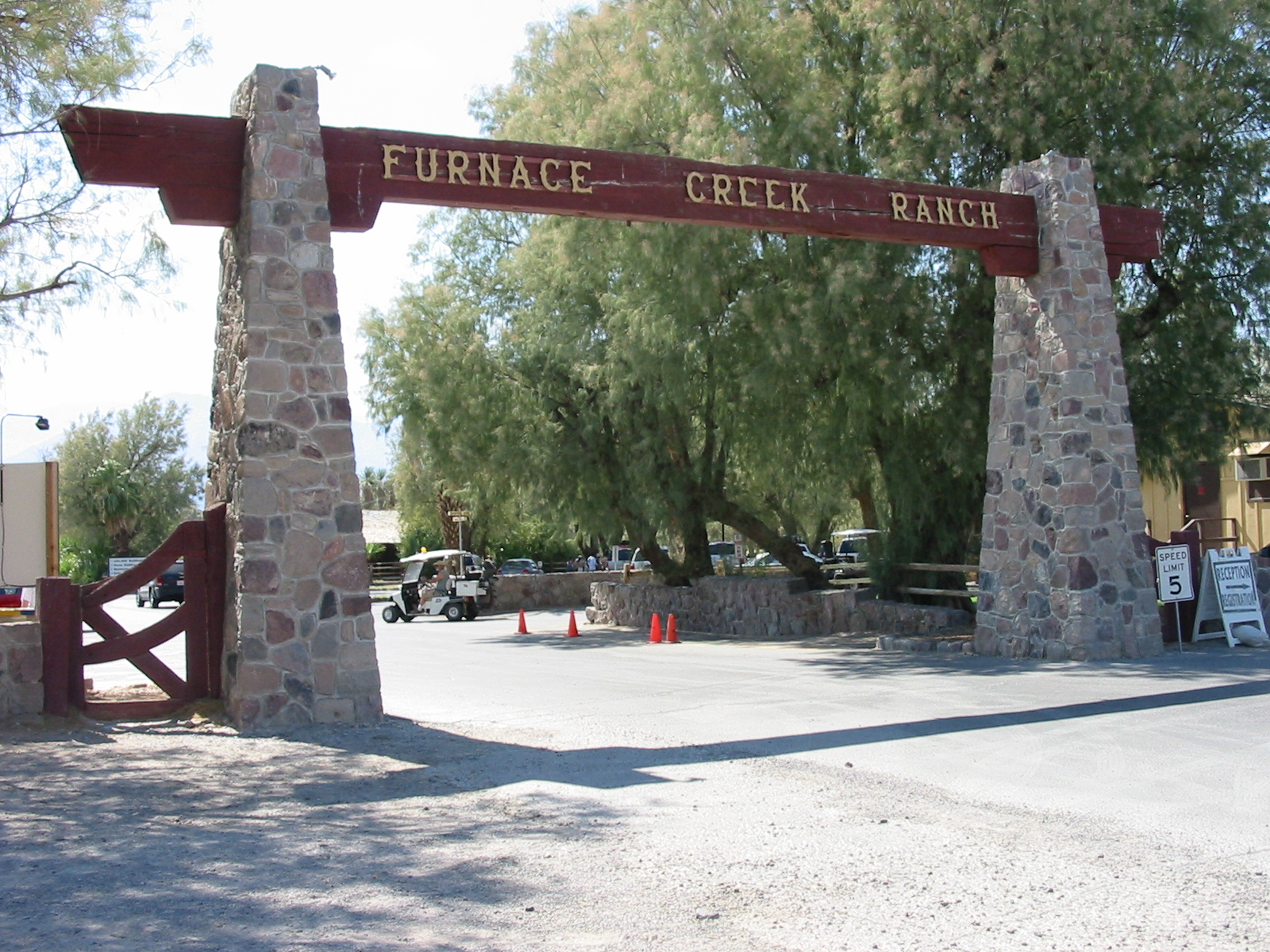
Entrada al rancho de Furnace Creek.

Los minerales de la zona eran fáciles de extraer: depósitos de evaporación como sales, borato y talco. En 1881, Rosie y Aaron Winter descubrieron bórax cerca del Rancho de Furnace Creek. Ese mismo año, la compañía Eagle Borax Winters realizó su primera operación comercial. William Tell Coleman construyó la fábrica de Harmony Borax Works y empezó a procesar el mineral desde finales de 1883, principios de 1884 hasta 1888. Esta compañía producía bórax para fabricar jabón, así como para su utilización industrial. El producto final se transportaba 265 km, hasta llegar a la línea férrea del Mojave, mediante unos carros con capacidad de 10 toneladas, tirados por los llamados "equipos de veinte mulas", compuestos en realidad por 18 mulas y dos caballos. La velocidad media de desplazamiento era de 3 km/h y se necesitaban 30 días para completar un viaje.
Más adelante, se empezaron a realizar prospecciones para minas de cobre, oro, plomo y plata. Estas aventuras mineras esporádicas se vieron condicionadas por su recóndita localización, así como por el ambiente desértico. En diciembre de 1903, dos hombres procedentes de Ballarat estuvieron buscando plata. Uno de ellos era un minero irlandés, Jack Keane; el otro, un carnicero vasco llamado Domingo Etxarren. Keane descubrió una veta inmensa de oro en el sitio en el que estaban trabajando. Así se inició una breve fiebre del oro en la zona. Únicamente tres minas de las que se abrieron consiguieron extraer suficiente metal precioso como para ser rentables. Fueron muchos los intentos de explotación que fracasaron, dejando la zona llena de minas abandonadas que en la actualidad representan un peligro para los que entran en ellas. Las ciudades que aparecieron alrededor de estas minas florecieron durante la primera década del siglo XX pero empezaron a decaer con el pánico financiero de 1907.

### Inicios del turismo
Las primeras instalaciones turísticas documentadas en el Valle de la Muerte fueron un grupo de tiendas construidas en los años 1920. La gente empezó a acudir a las instalaciones construidas cerca de fuentes naturales, ya que consideraban que poseían propiedades curativas. En 1927, una de las compañías de explotación de bórax convirtió el rancho de Furnace Creek, que hasta entonces servía de cuartel general del equipo, en una estación turística. La fuente que se encontraba en Furnace Creek fue canalizada para permitir el desarrollo del centro vacacional, lo que provocó que las tierras y pantanos de alrededor comenzaran a secarse. Muy pronto el valle se convirtió en un destino invernal muy popular y se empezaron a construir más instalaciones.

### Historia reciente
El presidente Herbert Hoover, haciendo uso de la facultad que le otorga la ley de Antigüedades de 1906, proclamó la zona monumento nacional el 11 de febrero de 1933; incluía cerca de 8 000 km² del sudeste de California, así como pequeñas partes del extremo oeste de Nevada. Durante la Gran Depresión y hasta los años 1940, doce compañías trabajaron en el Valle de la Muerte. Construyeron barracones, más de 800 km de carreteras, instalaron conducciones de agua y de teléfono y levantaron 76 edificios. Se abrieron senderos en la cordillera de Panamint para acceder a puntos de interés escénico, mientras que los indios shoshones construyeron un pueblo de adobe, lavanderías y puestos de correo. También se edificaron cinco campamentos, servicios y una pista de aterrizaje, así como instalaciones para el pícnic. El luchador Mark Calaway, más conocido como The Undertaker, tiene ahí su residencia artística.
La declaración de la zona como monumento nacional trajo consigo el cierre temporal de las minas y de las prospecciones. Sin embargo, en junio de ese mismo año, el Valle de la Muerte se reabrió a la minería gracias a una decisión del Congreso. Los avances en la tecnología significaron un cambio en la minería del valle. Desaparecieron los días del buscador solitario, propios del romántico Oeste. Las minas al aire libre empezaron a marcar el paisaje al tiempo que varias compañías internacionales compraban terrenos en zonas muy visibles del monumento nacional. Se produjo una protesta pública que reclamaba una mayor protección, tanto de los parques nacionales como de los monumentos nacionales en los Estados Unidos. También por proclamación presidencial, el monumento fue ampliado dos veces (Franklin Roosevelt, el 26 de marzo de 1937, con 1 238 km² y Harry Truman, el 17 de enero de 1952, ajustó los límites añadiendo 0,16 km²).
En 1976, el Congreso dictó la ley de Minería en los parques («Mining in the Parks Act») que cerraba la posibilidad de nuevas explotaciones mineras en el valle, prohibía las explotaciones a cielo abierto y requería una revisión por parte del servicio de parques nacionales para las minas existentes. En 2003 sólo quedaba una explotación minera en el parque, una mina subterránea de extracción de bórax.
El Valle de la Muerte fue considerado reserva de la biosfera en 1984. El 31 de octubre de 1994 se le dio la categoría de parque nacional y se amplió la zona de protección en 5 300 km², lo que le convierte en el mayor parque nacional en la zona continental de los Estados Unidos. En 2015, el explorador Louis-Philippe Loncke fue la primera persona en cruzar a pie sin apoyo la totalidad del parque, de norte a sur.·

## Geomorfología y geología

### Historia geológica

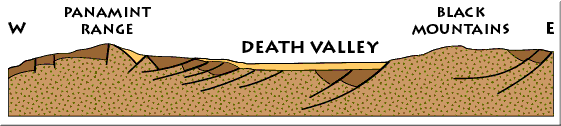
La cuenca del Valle de la Muerte está llena de sedimentos (en amarillo claro) procedentes de la erosión de las montañas. Las líneas negras muestran las fallas existentes.

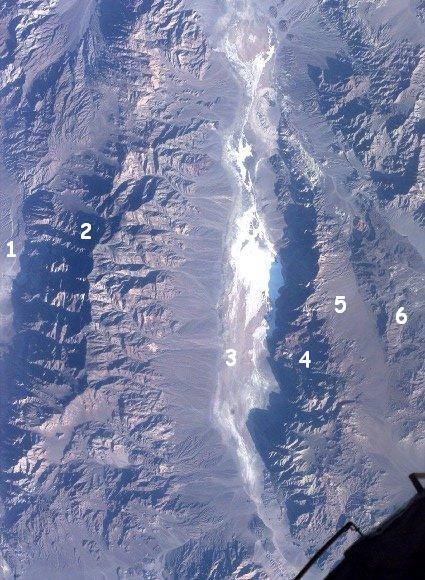
Los depósitos blancos corresponden al antiguo lago Manly. Leyenda: 1=Valle de Panamint; 2=Cordillera Panamint; 3= Valle de la Muerte; 4=Black Mountains (al sur) y Cordillera Amargosa; 5 y 6= Valle de Amargosa y desierto de Amargosa.

El parque tiene una historia geológica muy rica y diversa. Tras su formación, la región ha padecido al menos cuatro periodos de actividad volcánica intensa, tres o cuatro periodos de sedimentación, diversos periodos de deformación tectónica y al menos dos periodos de glaciación.
Se sabe muy poco sobre la historia de las rocas más antiguas debido al excesivo metamorfismo. La datación radiométrica da una edad aproximada de 1700 millones de años para el metamorfismo, situándolo en la era Proterozoica.
En el mismo periodo en el que la Tierra sufría una glaciación, se empezó a abrir una grieta y el mar inundó las regiones hundidas. La zona agrietada formaba parte de un sistema de zonas responsables de la creación del subcontinente Rodinia así como de la creación del océano Pacífico. Apareció una zona costera, similar a la actual costa atlántica norteamericana (tierras bajas costeras y una plataforma ancha pero sin volcanes) muy cerca de donde se encuentra la actual ciudad de Las Vegas.
En el oeste se empezó a desarrollar una cuenca oceánica, que destruyó todas las formaciones previas. Los sedimentos empezaron a acumularse en la base de los precipicios submarinos, iniciando la formación de dos plataformas continentales opuestas. Los primeros fósiles de vida compleja se encontraron en estas formaciones, entre ellos los trilobites.
A principios de la era Mesozoica, el límite oeste del continente norteamericano se vio empujado contra la plataforma oceánica del Pacífico. Esto provocó la aparición de volcanes en erupción y la elevación de montañas. La línea de la costa se desplazó unos 300 km hacia el oeste.
Hace unos tres millones de años, las zonas del Valle de la Muerte y del valle de Panamint empezaron a separarse dando origen a los dos valles separados. Antes de que esto ocurriera, las rocas que hoy en día se encuentran en la cordillera Panamint estaban situadas en la cima de las actuales Montañas Negras (Black Mountains) y en las Montañas Cottonwood. El desplazamiento lateral y vertical de estas rocas lo provocó el movimiento normal de las fallas.
La actividad ígnea asociada a este movimiento se inició entre 12 y 4 millones de años atrás. La sedimentación se concentró en los valles y estaba formada por materiales erosionados de las cordilleras adyacentes. La cantidad de sedimento depositado se ha mantenido estable, con el resultado de que el suelo del valle ha conservado la misma elevación durante el transcurso de los años.

### Lago Manly
Las glaciaciones del pleistoceno empezaron hace unos dos millones de años. El deshielo de los glaciares alpinos en las cercanas montañas de Sierra Nevada alimentaron a una serie de lagos que se encontraban en los valles. El lago que ocupó el Valle de la Muerte, al que los geólogos llaman Lago Manly, era el último de una serie de lagos alimentados por los ríos Amargosa y Mojave. El nombre del lago proviene del explorador William L. Manly que fue el primero en atravesar el Valle de la Muerte en 1849.
Durante la glaciación, el lago tuvo sus mayores dimensiones: entre 150 y 200 m de profundidad; de 6 a 7 km de ancho y unos 70 km de largo. El lago desapareció debido a la evaporación provocada por el calentamiento general del planeta.
En Shoreline Butte se puede apreciar todavía el antiguo litoral en el que se ven los efectos del oleaje del lago Manly. Las formaciones se deben a los distintos niveles alcanzados por el lago durante su existencia. Siendo un lago que no disponía de ninguna salida natural, su nivel se veía afectado por los continuos cambios climáticos.

## Medio natural

### Clima
El Valle de la Muerte posee un clima desértico (menos de 150 mm de lluvia al año). La aridez de la zona se explica por la situación de esta región. La barrera que forman las montañas de las sierras bloquea las precipitaciones que llegan del oeste. Las nubes vierten toda la lluvia sobre las cimas y el aire se vuelve muy seco al pasar al otro lado, en dirección este. Este efecto Foehn provoca que el calor en el valle sea muy elevado.
| Parámetros climáticos promedio de Death Valley (Furnace Creek Station) | Parámetros climáticos promedio de Death Valley (Furnace Creek Station) | Parámetros climáticos promedio de Death Valley (Furnace Creek Station) | Parámetros climáticos promedio de Death Valley (Furnace Creek Station) | Parámetros climáticos promedio de Death Valley (Furnace Creek Station) | Parámetros climáticos promedio de Death Valley (Furnace Creek Station) | Parámetros climáticos promedio de Death Valley (Furnace Creek Station) | Parámetros climáticos promedio de Death Valley (Furnace Creek Station) | Parámetros climáticos promedio de Death Valley (Furnace Creek Station) | Parámetros climáticos promedio de Death Valley (Furnace Creek Station) | Parámetros climáticos promedio de Death Valley (Furnace Creek Station) | Parámetros climáticos promedio de Death Valley (Furnace Creek Station) | Parámetros climáticos promedio de Death Valley (Furnace Creek Station) | Parámetros climáticos promedio de Death Valley (Furnace Creek Station) |
| Mes                                                                    | Ene.                                                                   | Feb.                                                                   | Mar.                                                                   | Abr.                                                                   | May.                                                                   | Jun.                                                                   | Jul.                                                                   | Ago.                                                                   | Sep.                                                                   | Oct.                                                                   | Nov.                                                                   | Dic.                                                                   | Anual                                                                  |
| ---------------------------------------------------------------------- | ---------------------------------------------------------------------- | ---------------------------------------------------------------------- | ---------------------------------------------------------------------- | ---------------------------------------------------------------------- | ---------------------------------------------------------------------- | ---------------------------------------------------------------------- | ---------------------------------------------------------------------- | ---------------------------------------------------------------------- | ---------------------------------------------------------------------- | ---------------------------------------------------------------------- | ---------------------------------------------------------------------- | ---------------------------------------------------------------------- | ---------------------------------------------------------------------- |
| Temp. máx. abs. (°C)                                                   | 31.1                                                                   | 36.1                                                                   | 38.9                                                                   | 45                                                                     | 50                                                                     | 53.3                                                                   | 56.7                                                                   | 52.8                                                                   | 50.6                                                                   | 45                                                                     | 36.7                                                                   | 31.1                                                                   | 56.7                                                                   |
| Temp. máx. media (°C)                                                  | 19.4                                                                   | 22.9                                                                   | 27.8                                                                   | 32.5                                                                   | 38.1                                                                   | 43.3                                                                   | 46.9                                                                   | 45.9                                                                   | 41.4                                                                   | 33.8                                                                   | 25.1                                                                   | 18.4                                                                   | 33                                                                     |
| Temp. mín. media (°C)                                                  | 4.4                                                                    | 7.9                                                                    | 12.7                                                                   | 16.7                                                                   | 22.6                                                                   | 27.3                                                                   | 31.1                                                                   | 29.8                                                                   | 24.2                                                                   | 16.4                                                                   | 8.9                                                                    | 3.5                                                                    | 17.2                                                                   |
| Temp. mín. abs. (°C)                                                   | -9.4                                                                   | -3.3                                                                   | -3.3                                                                   | 3.9                                                                    | 7.8                                                                    | 12.2                                                                   | 19.4                                                                   | 18.3                                                                   | 12.8                                                                   | 2.8                                                                    | -1.1                                                                   | -5.6                                                                   | -9.4                                                                   |
| Precipitación total (mm)                                               | 9.9                                                                    | 13                                                                     | 7.6                                                                    | 3                                                                      | 0.8                                                                    | 1.3                                                                    | 1.8                                                                    | 3.3                                                                    | 5.3                                                                    | 1.8                                                                    | 4.6                                                                    | 7.6                                                                    | 59.9                                                                   |
| Horas de sol                                                           | 217                                                                    | 226                                                                    | 279                                                                    | 330                                                                    | 372                                                                    | 390                                                                    | 403                                                                    | 372                                                                    | 330                                                                    | 310                                                                    | 211                                                                    | 186                                                                    | 3625                                                                   |
| Fuente n.º 1: NOAA 1981-2010 US Climate Normals                        |                                                                        |                                                                        |                                                                        |                                                                        |                                                                        |                                                                        |                                                                        |                                                                        |                                                                        |                                                                        |                                                                        |                                                                        |                                                                        |
| Fuente n.º 2: http://weather2travel.com                                |                                                                        |                                                                        |                                                                        |                                                                        |                                                                        |                                                                        |                                                                        |                                                                        |                                                                        |                                                                        |                                                                        |                                                                        |                                                                        |

| Parámetros climáticos promedio de Death Valley (Cow Creek Station) | Parámetros climáticos promedio de Death Valley (Cow Creek Station) | Parámetros climáticos promedio de Death Valley (Cow Creek Station) | Parámetros climáticos promedio de Death Valley (Cow Creek Station) | Parámetros climáticos promedio de Death Valley (Cow Creek Station) | Parámetros climáticos promedio de Death Valley (Cow Creek Station) | Parámetros climáticos promedio de Death Valley (Cow Creek Station) | Parámetros climáticos promedio de Death Valley (Cow Creek Station) | Parámetros climáticos promedio de Death Valley (Cow Creek Station) | Parámetros climáticos promedio de Death Valley (Cow Creek Station) | Parámetros climáticos promedio de Death Valley (Cow Creek Station) | Parámetros climáticos promedio de Death Valley (Cow Creek Station) | Parámetros climáticos promedio de Death Valley (Cow Creek Station) | Parámetros climáticos promedio de Death Valley (Cow Creek Station) |
| Mes                                                                | Ene.                                                               | Feb.                                                               | Mar.                                                               | Abr.                                                               | May.                                                               | Jun.                                                               | Jul.                                                               | Ago.                                                               | Sep.                                                               | Oct.                                                               | Nov.                                                               | Dic.                                                               | Anual                                                              |
| ------------------------------------------------------------------ | ------------------------------------------------------------------ | ------------------------------------------------------------------ | ------------------------------------------------------------------ | ------------------------------------------------------------------ | ------------------------------------------------------------------ | ------------------------------------------------------------------ | ------------------------------------------------------------------ | ------------------------------------------------------------------ | ------------------------------------------------------------------ | ------------------------------------------------------------------ | ------------------------------------------------------------------ | ------------------------------------------------------------------ | ------------------------------------------------------------------ |
| Temp. máx. abs. (°C)                                               | 28.9                                                               | 31.7                                                               | 37.8                                                               | 43.3                                                               | 48.9                                                               | 51.7                                                               | 52.2                                                               | 51.7                                                               | 50.6                                                               | 43.9                                                               | 35                                                                 | 28.9                                                               | 52.2                                                               |
| Temp. máx. media (°C)                                              | 18                                                                 | 22                                                                 | 27                                                                 | 32.7                                                               | 37.8                                                               | 42.9                                                               | 46.7                                                               | 45.4                                                               | 41.6                                                               | 33.4                                                               | 24.1                                                               | 18.8                                                               | 32.6                                                               |
| Temp. media (°C)                                                   | 11.4                                                               | 15.1                                                               | 19.7                                                               | 25.3                                                               | 30.2                                                               | 35.2                                                               | 38.9                                                               | 37.7                                                               | 33.4                                                               | 25.6                                                               | 16.8                                                               | 12.3                                                               | 25.1                                                               |
| Temp. mín. media (°C)                                              | 4.8                                                                | 8.1                                                                | 12.4                                                               | 17.8                                                               | 22.6                                                               | 27.3                                                               | 31.3                                                               | 30                                                                 | 25.2                                                               | 17.8                                                               | 9.6                                                                | 5.8                                                                | 17.7                                                               |
| Temp. mín. abs. (°C)                                               | -7.2                                                               | -1.1                                                               | 0.6                                                                | 7.2                                                                | 11.1                                                               | 12.2                                                               | 20.6                                                               | 20.6                                                               | 13.9                                                               | 4.4                                                                | 0                                                                  | -2.8                                                               | -7.2                                                               |
| Precipitación total (mm)                                           | 6.1                                                                | 8.1                                                                | 5.1                                                                | 5.1                                                                | 2.5                                                                | 0.5                                                                | 2.5                                                                | 2.8                                                                | 3                                                                  | 2.8                                                                | 5.1                                                                | 7.4                                                                | 50.8                                                               |
| Fuente: http://www.wrcc.dri.edu                                    |                                                                    |                                                                    |                                                                    |                                                                    |                                                                    |                                                                    |                                                                    |                                                                    |                                                                    |                                                                    |                                                                    |                                                                    |                                                                    |

### Flora
Aunque la falta de agua es un rasgo general en todo el parque, se pueden apreciar diferentes medios naturales en su interior. En las depresiones cerradas se encuentra un biotipo caracterizado por la salinidad; en las zonas elevadas (algunas superan los 3000 m s. n. m.), el medio está marcado por la altura. La vegetación es variada, escalonada y adaptada a la sequedad: arbustos como la Larrea tridentata o la Prosopis glandulosa en el valle; en las zonas altas se encuentran pinos y árboles de Josué. Hay unas 1000 especies distintas de plantas, de las que 23 son endémicas.

### Fauna

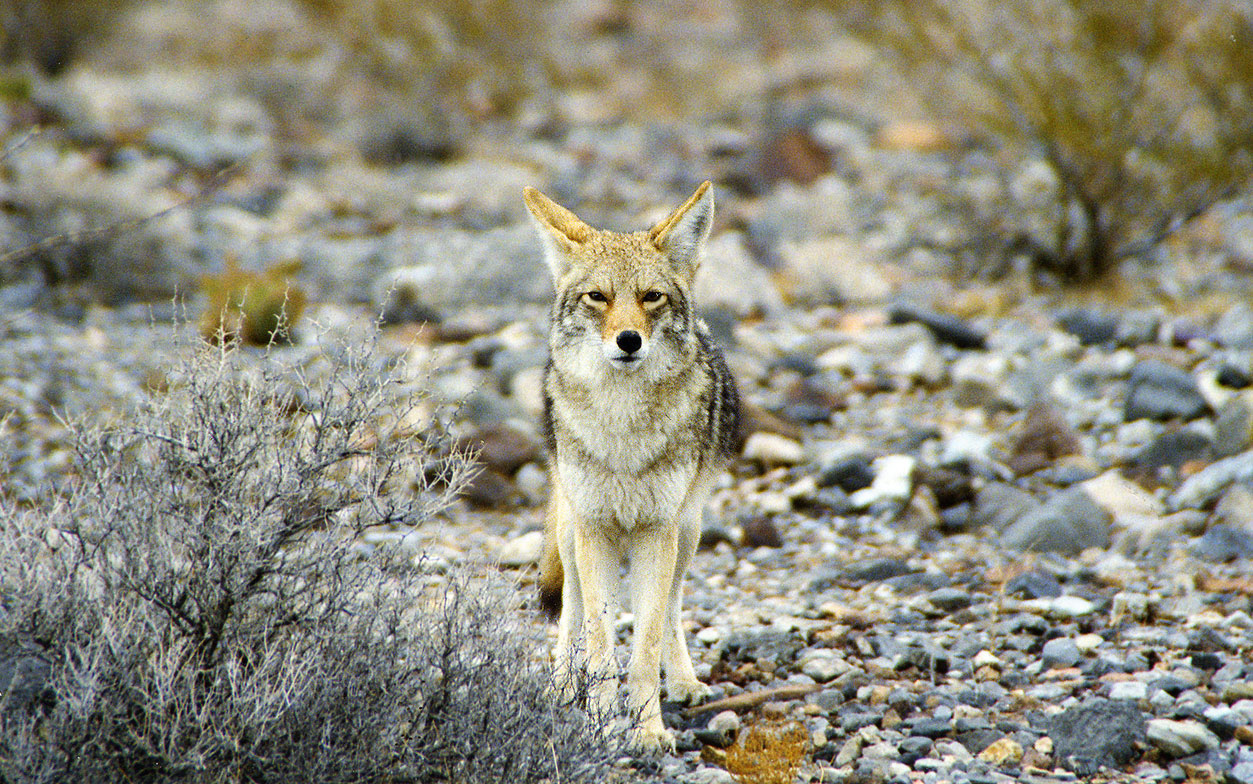
Coyote en el valle de la Muerte.

La fauna es también muy variada: se pueden encontrar 51 especies autóctonas de mamíferos, 307 especies de pájaros, 36 especies de reptiles, tres de anfibios y dos de peces (en la zona de Salt Creek y en Cottonwood Marsh). Aunque son más frecuentes los pequeños mamíferos, en el parque se pueden encontrar coyotes, zorros, linces, pumas y ciervos mulos.

## Lugares de interés

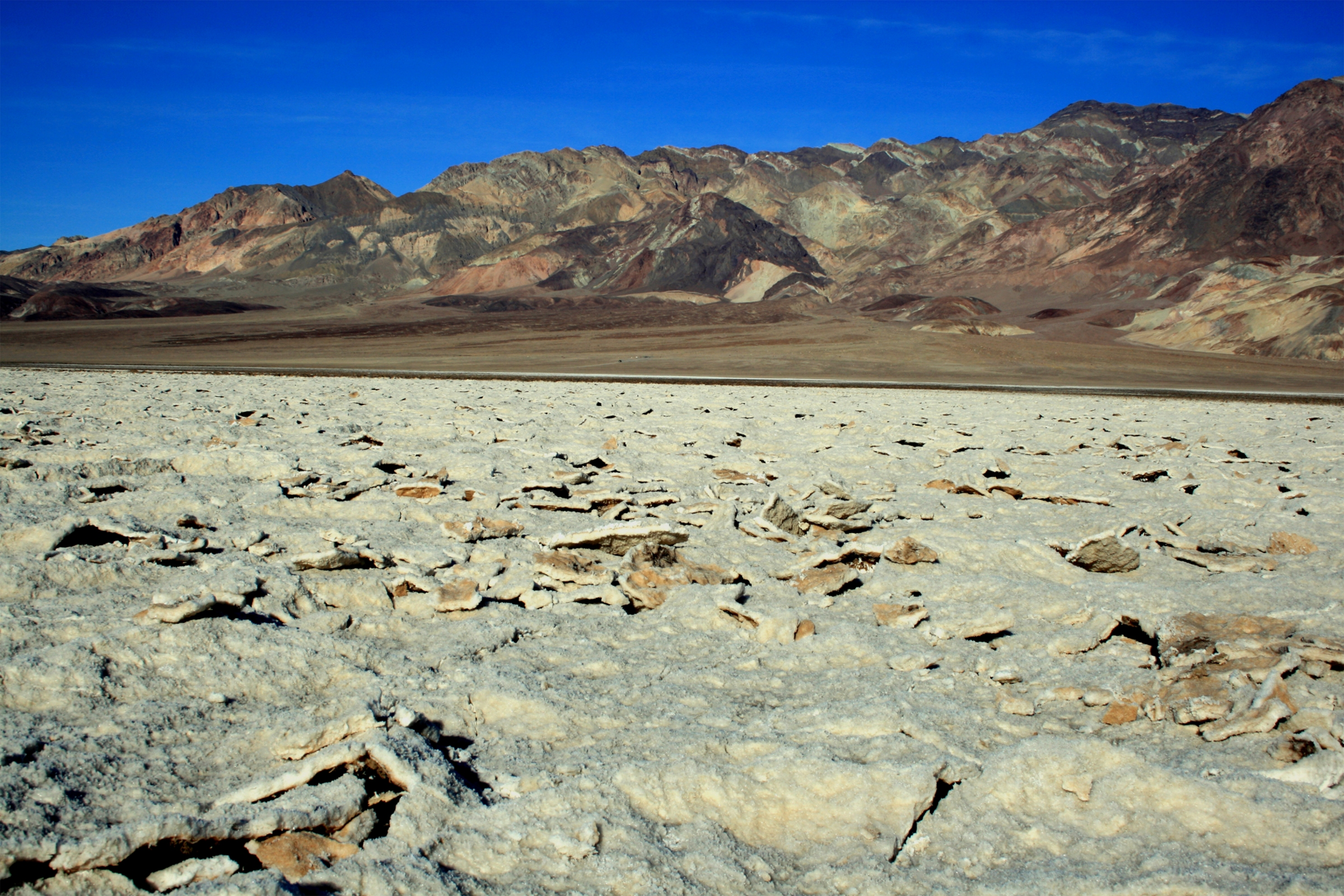
Devil's Golf Course.

- Artist's Palette, que en inglés significa "la paleta del artista", está situado en la ladera de las Black Mountains y destaca por la diversidad de color de sus rocas. Esta variación de colores proviene de la oxidación de los metales: el color rojo y el amarillo provienen de las sales de hierro; el verde de la descomposición de la mica; y el púrpura del manganeso.
- Badwater es una zona de suelo salino en la que se encuentra el punto más bajo del hemisferio occidental a unos 86 m bajo el nivel del mar. Estas salinas se formaron al secarse el Lago Recent hace unos 2000-3000 años. El área presenta un suelo de color blanco provocado por los cristales de sal.
- Charcoal Kilns ("hornos de carbón") se construyeron en 1867 para transformar los piñones en carbón que más tarde se utilizaban como combustible en las minas del valle. Fueron restaurados en 1971 por un grupo de navajos.
- Dante's View ofrece una panorámica especial de la zona central del parque gracias a su altura ya que está situado a 1700 m s. n. m.
- Devil's Golf Course o "campo de golf del diablo" es una zona de salinas en la que se han formado una serie de hoyos que confieren al lugar un aspecto extraño y fantasmal.
- Las Dunas de arena, están situadas al norte del valle. Gracias a la facilidad de acceso por carretera, las dunas han aparecido en diversas producciones de Hollywood, entre ellas la serie de películas de Star Wars.
- Racetrack Playa es un lago seco estacional famoso por sus "piedras rodantes" (sailing stones), grandes rocas que se desplazan por la acción de fuerzas naturales, sin intervención humana ni animal. A pesar de que se mueven hasta 8 kilómetros por hora (considerablemente rápido, considerando que son rocas) nadie ha visto en persona su movimiento.
- Zabriskie Point ofrece una vista de formaciones geológicas multicolor. Fue una de las zonas en las que se realizaron explotaciones de bórax. El director de cine Michelangelo Antonioni realizó en 1970 una película con este mismo nombre.